# Sierra del Palo (ås)
Sierra del Palo är en ås i Spanien.   Den ligger i provinsen Province of Asturias och regionen Asturien, i den nordvästra delen av landet, 400 km nordväst om huvudstaden Madrid.